# 李恩惠 (ボクサー)
李 恩惠（イ・ウネ、英語: Eun Hye Lee、1983年2月27日 - ）は、大韓民国のプロボクサーである。元WBO女子世界ライトフライ級王者、元WIBA世界フライ級王者。

## 来歴
2011年4月23日、デビュー戦を3-0判定勝利。
2012年2月19日、エイミー・ベウゾウスキーを6回TKOで降し連勝。
2012年10月14日、韓国女子ライトフライ級王座決定戦としてエイミー・ベウゾウスキーとダイレクトリマッチを3-0判定で勝利しプロ3戦目で初タイトル獲得。
2014年12月9日、Lady Love SampitonとのWBO女子アジアパシフィックフライ級王座決定戦を3-0判定で制し、プロ6戦目で2冠目獲得。
2015年3月8日、Eun Young Huhを7回TKOで降しWBOアジアパシフィック王座初防衛。
2015年9月29日、Rungnapha KaewkrachangとのWBO女子世界ライトフライ級王座決定戦に臨み、3回TKOで初の世界王座獲得。しかし、後援者が決まらず防衛戦が7度も延期されたためWBOから王座を剥奪されたことが2016年7月20日に明らかにされた。
2016年10月9日、堺市産業振興センターにて好川菜々とWBO女子世界フライ級王座決定戦を争うが、0-2（95-95、94-96×2）の判定で敗れ2階級制覇はならなかった。
2016年11月26日、Sumalee TongpootornとのWIBA世界フライ級王座決定戦に臨み、2回KO勝利でWIBA王座獲得とともに2階級制覇達成。
2017年6月24日、ジュジース・ナガワと対戦し、3-0判定でWIBA王座初防衛成功。
2018年3月4日、日向野知恵と対戦し、2-0判定で2度目の王座防衛に成功。
2018年11月17日、梁秀丽と対戦し、2-0判定で3度目の王座防衛に成功。
この試合後に引退し、審判員に転じる。

## 戦績
- プロ：13戦12勝4KO1敗

## 獲得タイトル
- 韓国女子ライトフライ級王座
- WBO女子アジアパシフィックフライ級王座
- WBO女子世界ライトフライ級王座
- WIBA世界フライ級王座